# Isola del Piano
Isola del Piano är en ort och kommun i provinsen Pesaro e Urbino i regionen Marche i Italien. Kommunen hade 562 invånare (2018).